# Квинтилия (съпруга на Секст Апулей)
Вижте пояснителната страница за други личности с името Квинтилия.
Квинтилия (на латински: Quinctilia; * ок. 55 пр.н.е.; † сл. 20 пр.н.е.) е знатна римлянка от 1 век пр.н.е.

## Биография
Тя е дъщеря на квестора Секст Квинтилий Вар. Сестра е на генерал Публий Квинтилий Вар и Квинтилия (съпруга на Луций Ноний Аспренат) и на Квинтилия (съпруга на претора Корнелий Долабела).
Омъжва се за Секст Апулей II (консул 29 пр.н.е.). Съпругът ѝ е син на претора Секст Апулей I и Октавия Старша, която е по-старата половин сестра на Октавиан Август.
Тя е майка на Секст Апулей III (консул 14 г.) и баба на Апулея Варила и Секст Апулей IV.